# Ужгородські Лісоруби
Ужгородські Лісоруби (англ. Uzhhorod Lumberjacks) — ужгородська команда з американського футболу. Триразові чемпіони України. Багаторазові призери чемпіонату України.

## Історія
Американський футбол в найзахіднішій області України з'явився в кінці 1990-х, а точніше — в 1998 році.
Популярний вид спорту прийшов до Ужгорода завдяки членам місіонерської організації «Християнство і спорт»: канадцеві Ренді Фрізену і росіянину Олександру Дмитрієву. Пізніше до них приєднався Віталій Фурсов. Для здійснення мети відкривається організація «Корнерстоун» (один із напрямів — платні заняття англійською мовою, як засіб для фінансування розвитку команди). Вона і створила команду «Лісоруби» на базі студентів УжНУ (Ужгородського Національного Університету), якій вдалося отримати екіпіровку завдяки благодійній допомозі зі штату Огайо.
Свою першу гру «Лісоруби» зіграли 11 вересня 1999 року проти вінницьких «Вовків» на стадіоні спорткомплексу УжНУ.
У 2000 році команда «Лісорубів» бере участь у своєму першому змаганні. Дебют ужгородців відбувся на турнірі «Донбас Арена Боул». Потім уже настала черга взяти участь у повноцінному чемпіонаті України. У своєму першому сезоні «Лісоруби» здобули перші перемоги і посіли за підсумками 5-те місце серед шести брали участь команд.
У наступному сезоні команда змогла пробитися в призери, посівши 3-тє місце в чемпіонаті. У наступному сезоні Ужгород впевнено грає свої матчі в Західній конференції, але не бере участі у фінальному раунді. У 2003 році в Ужгороді з'являється команда «Воїни», яку очолив Олександр Дмитрієв.
2003 рік стає фактично останнім для «Лісорубів» у старій історії клубу. Відігравши «Донбас Арена Боул» і чемпіонат України, команда тимчасово припиняє своє існування, а більшість гравців переходить до складу «Воїнів». Проте, колишні гравці «Лісорубів» демонструють набутий досвід і навички на полях України та Угорщини, у складі інших команд, здобувши красиві і впевнені перемоги над сильними суперниками.
У 2008 році з'являються перші чутки про відродження «Лісорубів». Команда грає товариський матч проти земляків «Воїнів», показуючи свій потенціал.
У 2009 році «Лісоруби» виграють у себе вдома кубок Ужгорода та заявляються на чемпіонат України як єдина команда, об'єднавши під своїми прапорами всіх найкращих гравців Закарпаття. У цьому ж році «Лісоруби» стають переможцями відкритого чемпіонату України.
З 2015 року президент клубу та Федерації американського футболу Закарпаття — професор УжНУ Федір Шандор (гравець лінії захисту).
У 2009, 2015 році та 2017 році «Ужгородські лісоруби» стали Чемпіонами України (вища ліга, формат 11 × 11). У 2013, 2014 році та 2021 році «Ужгородські лісоруби» стали Чемпіонами України (вища ліга, формат 9 × 9).

#### Участь команди «Ужгородські лісоруби» в Російсько-українській війні
У 2022 році 12 гравців команди добровільно вступили в ряди ЗСУ. 16 жовтня 2022 року під час бойових дій загинув гравець команди Данило Богуславський, на честь якого названо у червні 2023 року одну з вулиць Ужгорода.

## Досягнення команди
- Чемпіонат України (Суперліга 11×11)
  -  Чемпіон (3): 2009, 2013, 2014, 2015, 2017,
  -  Срібний призер (1): 2008, 2019
  -  Бронзовий призер (4): 2001, 2002, 2003, 2016

- 2000 рік — 5-те місце в Чемпіонаті України (вища ліга, формат 11 × 11)
- 2001 рік — бронза Чемпіонату України (вища ліга, формат 11 × 11)
- 2002 рік — бронза Чемпіонату України (вища ліга, формат 11 × 11)
- 2003 рік — бронза Чемпіонату України (вища ліга, формат 11 × 11)
- 2004 рік — * 2005 рік — * 2006 рік — * 2007 рік — * 2008 рік — срібло Чемпіонату України (вища ліга, формат 11 × 11)
- 2009 рік — Чемпіони України (вища ліга, формат 11 × 11)
- 2010 рік — 5-те місце в Чемпіонаті України (вища ліга, формат 11 × 11)
- 2011 рік — * 2012 рік — * 2013 рік — Чемпіони України (перша ліга, формат 9 × 9)
- 2014 рік — Чемпіони України (перша ліга, формат 9 × 9)
- 2015 рік — Чемпіони України (вища ліга, формат 11 × 11)
- 2015 рік — бронза Чемпіонату України (вища ліга, формат 11 × 11)
- 2016 рік — бронза Чемпіонату України (вища ліга, формат 11 × 11)
- 2017 рік — Чемпіони України (вища ліга, формат 11 × 11)
- 2018 рік — * 2019 рік — срібло Чемпіонату України (вища ліга, формат 11 × 11)
- 2020 рік — * 2021 рік — Чемпіони України (вища ліга, формат 9 × 9)
- 2022 рік — * 2023 рік —
- * 2024 рік — бронза Чемпіонату України (вища ліга, формат флаг-футбол)
- * 2025 рік -

### Цікаві факти
В Ужгороді встановлена мініскульптура «Закарпатські чемпіони», присвячена місцевій команді з американського футболу «Ужгородські лісоруби», які тричі ставали Чемпіонами України в Суперлізі. Міні памʼятник зображує втомленого гравця-футболіста. Скульптура встановлена на кованому спортивному шоломі. Автор — Роман Мурник.
Скульптурка розташована на виготовленому закарпатськими ковалями спортивному шоломі, на якому розважливо сидить бронзова фігура втомленого, але задоволеного спортсмена який щойно заніс переможний тачдаун.
Мініпам'ятник присвячений місцевій команді з американського футболу «Ужгородські лісоруби», яка є триразовим чемпіоном України в Суперлізі з американського футболу.
Скульптурна композиція доповнена пішохідною доріжкою, сквером гортензій та двома флагштоками з прапорами України та США, які будуть оновлюватися на дні незалежності країн — 4 липня і 24 серпня.